# Chaouéni
Chaouéni är en ort i Komorerna.   Den ligger i distriktet Anjouan, i den centrala delen av landet, 150 km sydost om huvudstaden Moroni. Chaouéni ligger 336 meter över havet och antalet invånare är 624.
Terrängen runt Chaouéni är varierad. Havet är nära Chaouéni åt sydost.  Närmaste större samhälle är Domoni, 11,0 km norr om Chaouéni.